# Gidan Rumfa
El Gidan Rumfa es el palacio del emir de Kano. Situado en Kano, un localidad al norte del estado de Kano, y al mismo tiempo al norte del país africano de Nigeria, el complejo sufrió una gran expansión por disposición de Muhammad Rumfa en el siglo XV. En la actualidad tiene una superficie de 33 acres (130.000 metros cuadrados).